# Géographie du Népal
Le Népal est un État enclavé de l'Himalaya, voisin de l'Inde et de la Chine (Tibet). Il est situé dans le sous-continent indien.

## Superficie
Le Népal se présente comme une étroite bande de terre de 145 à 241 km de large, qui s'étire sur 800 km.

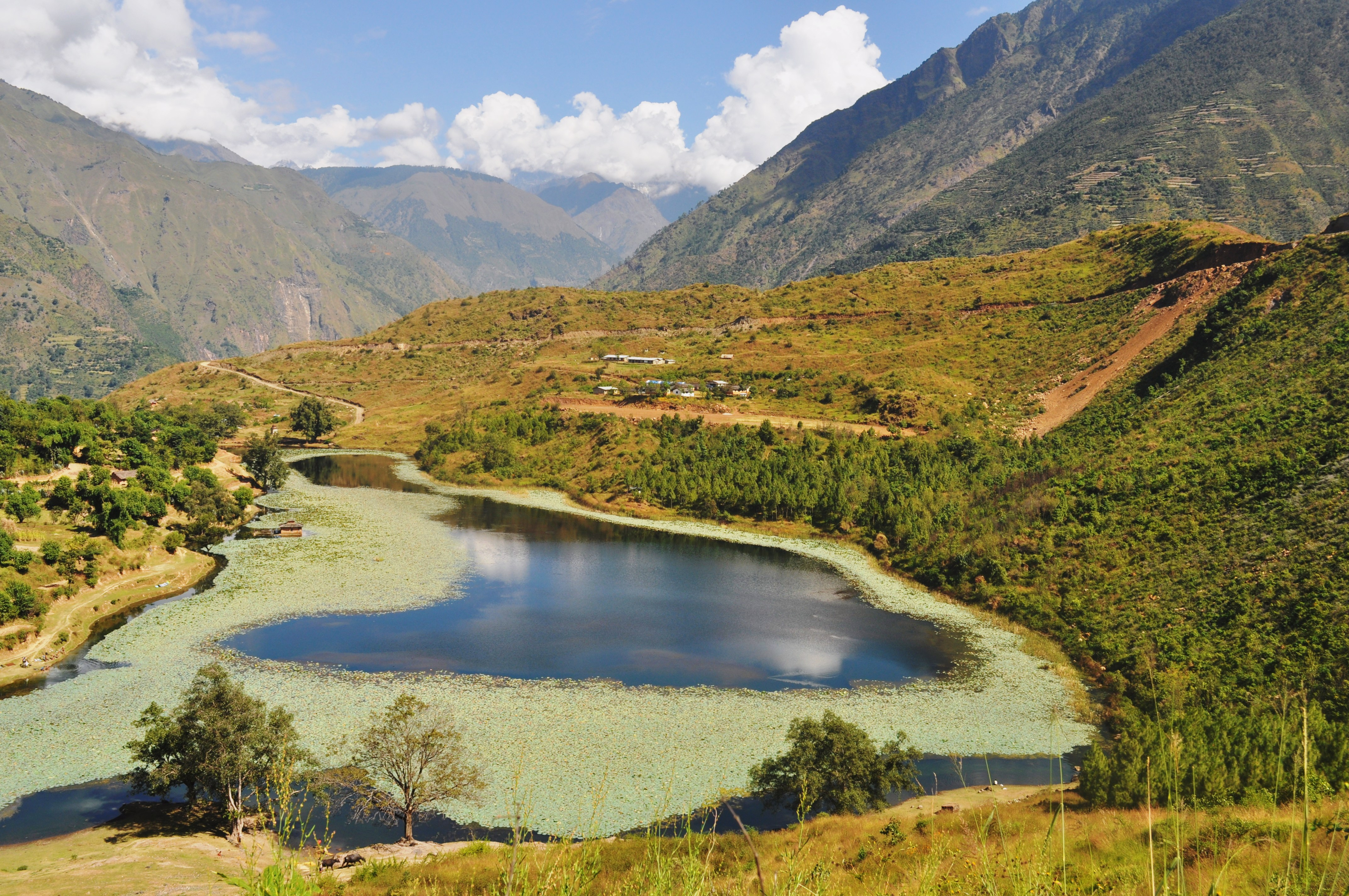
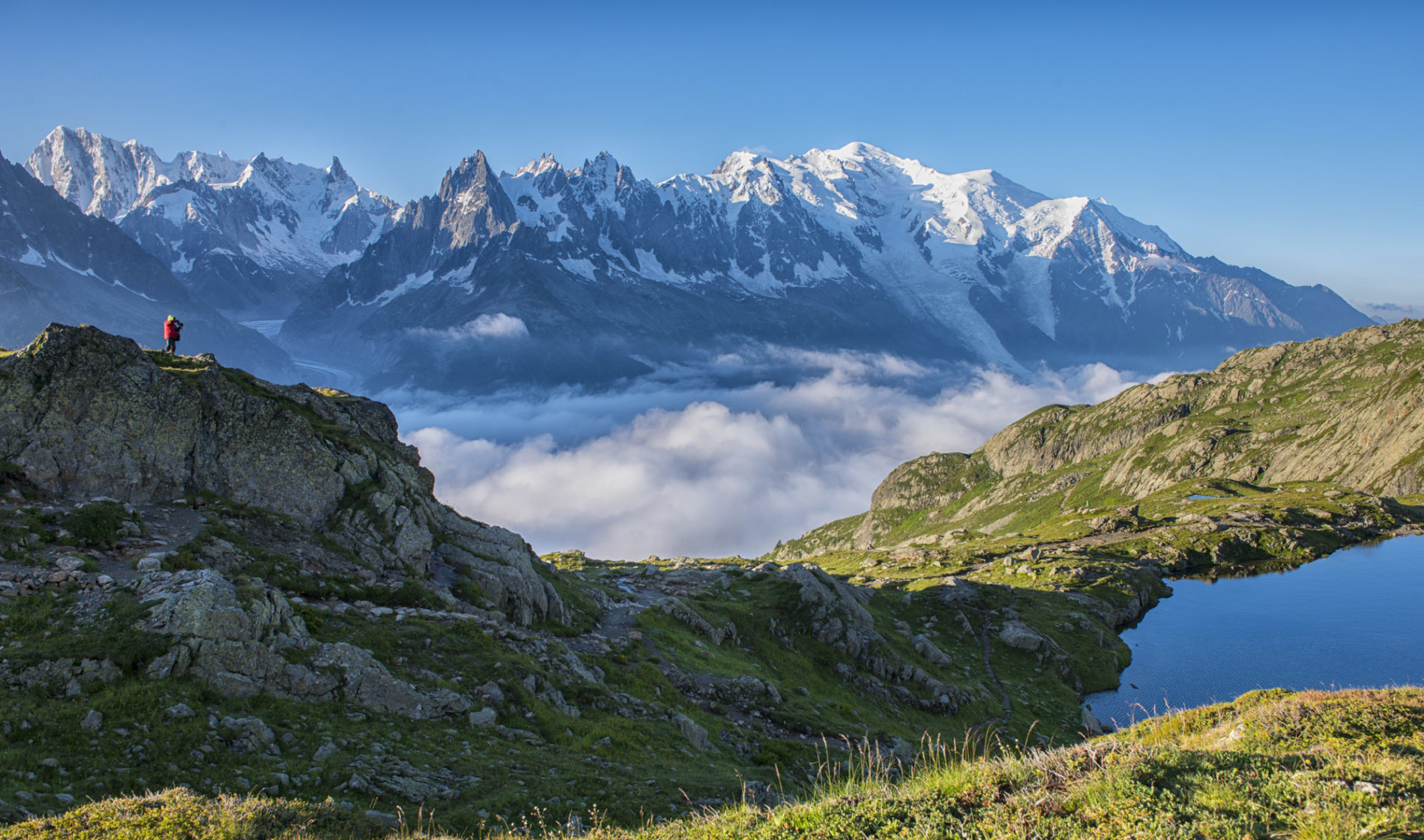
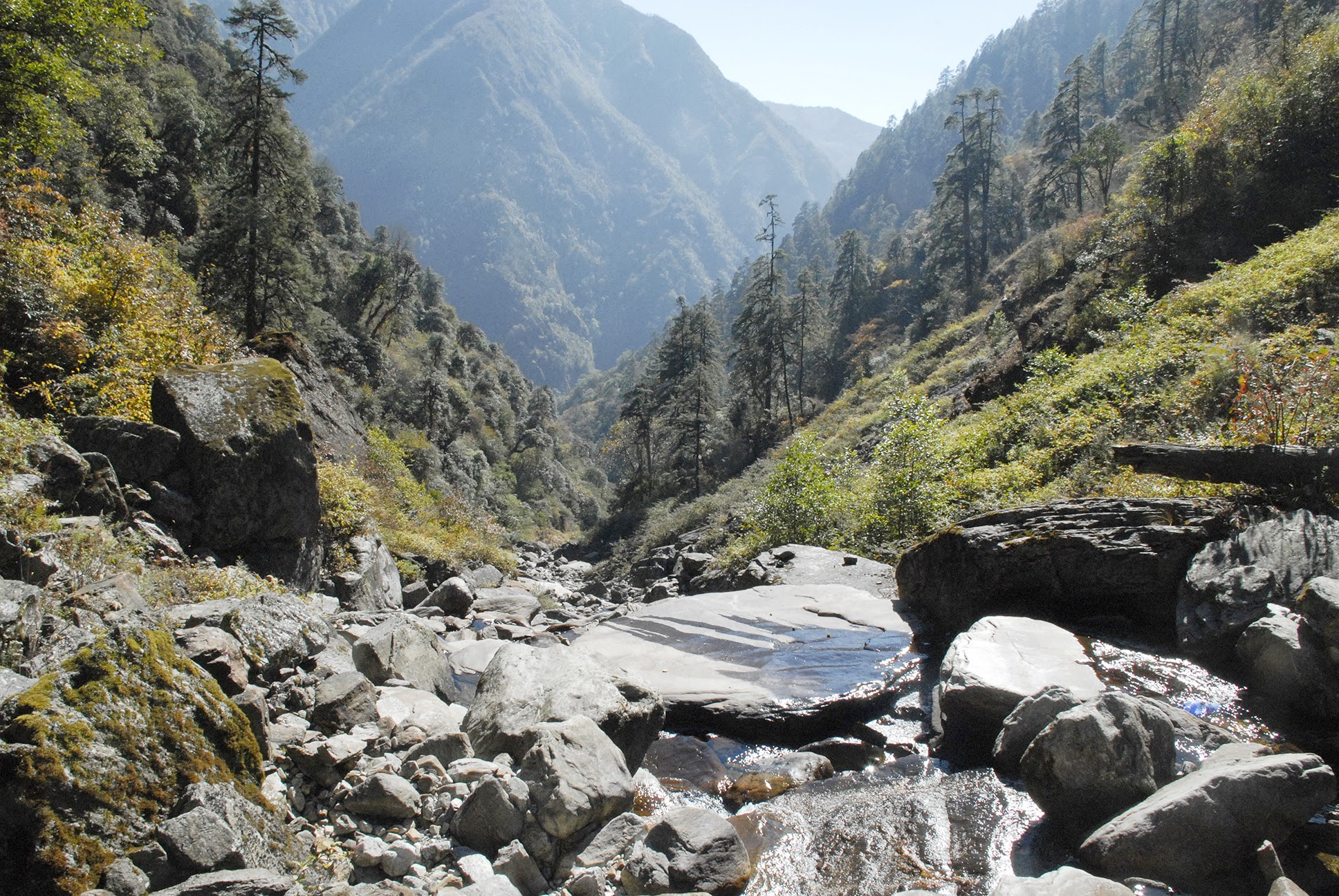
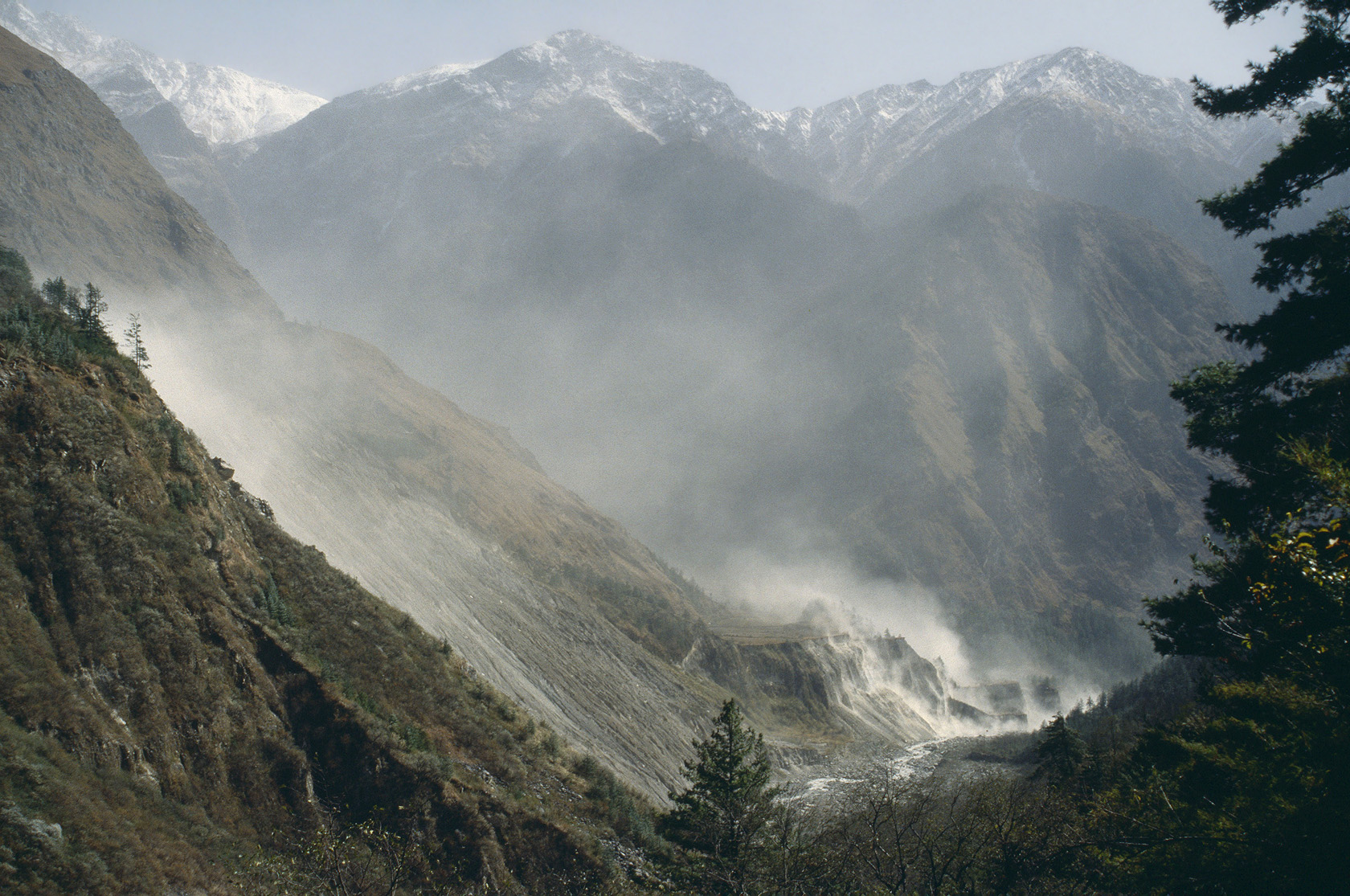

## Subdivisions territoriales
Du sud au nord :
- le Teraï est une terre d'alluvions situé au nord de l'Inde ;
- les Siwalik, situés juste au-dessus du Téraï, sont constitués de formations montagneuses pénétrées par la forêt vierge ;
- le Mahabharata Lekh est une chaîne de montagnes dont les sommets peuvent atteindre 3 000 mètres ;
- le plateau népalais est une bande de 100 km de large. C'est, de loin, la zone essentielle du pays ;
- la chaîne himalayenne, qui comporte neuf sommets dépassant les 8 000 mètres, dont l’Everest, entourés de plus de 100 sommets d'une altitude dépassant les 7 000 mètres, constituant une muraille géante entre le Népal et la Chine.

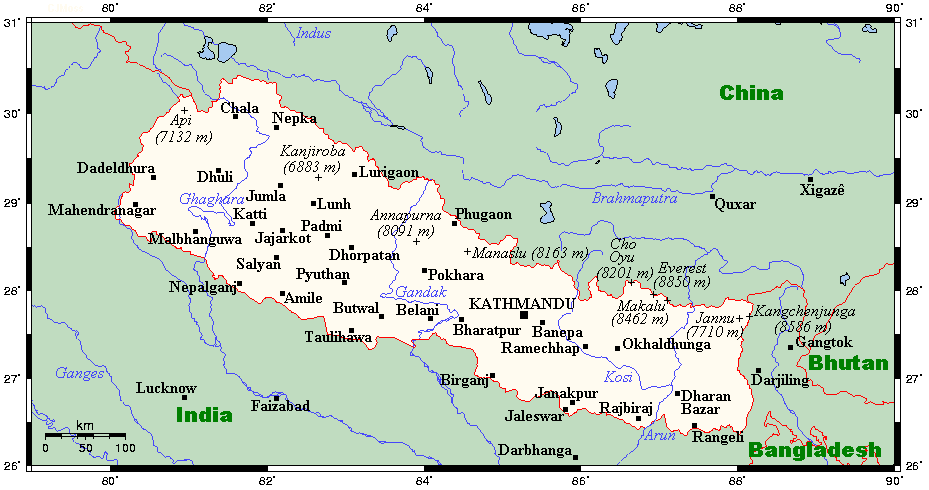
Carte plane
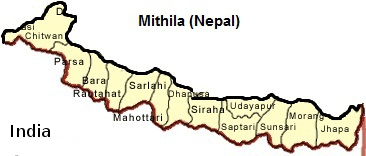
Régions
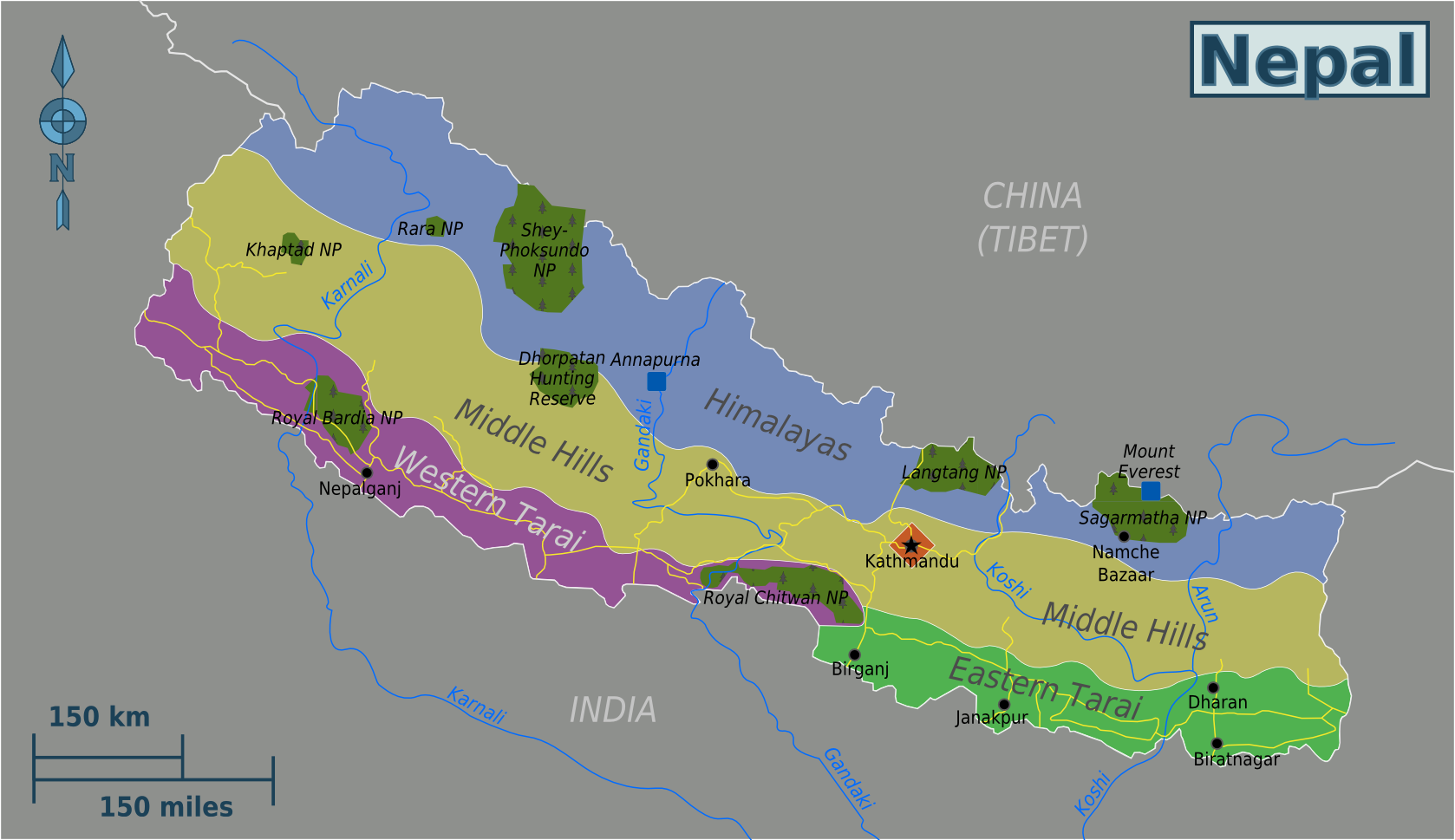
Régions
- Subdivisions
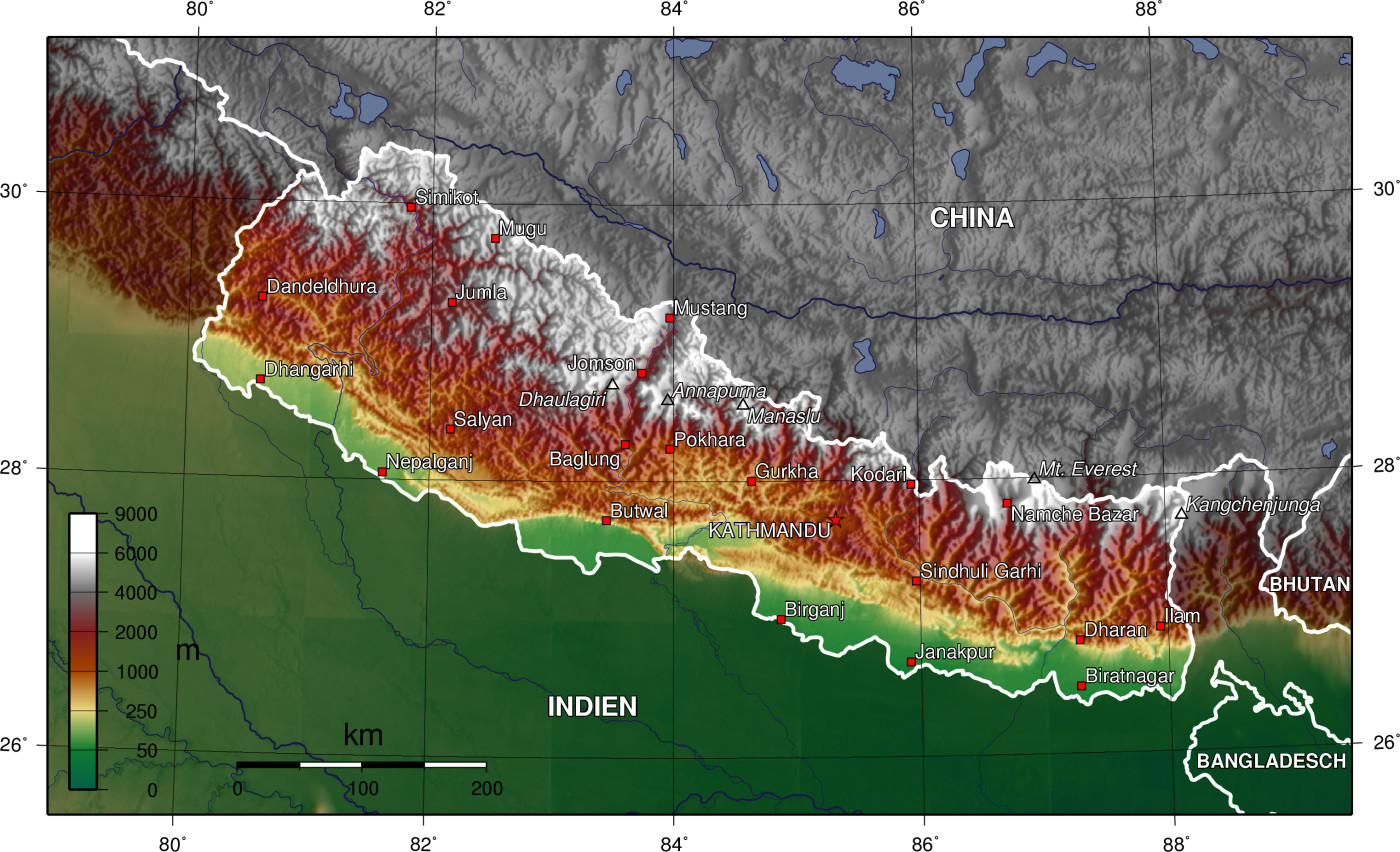
Topographie
- Perturbations climatiques
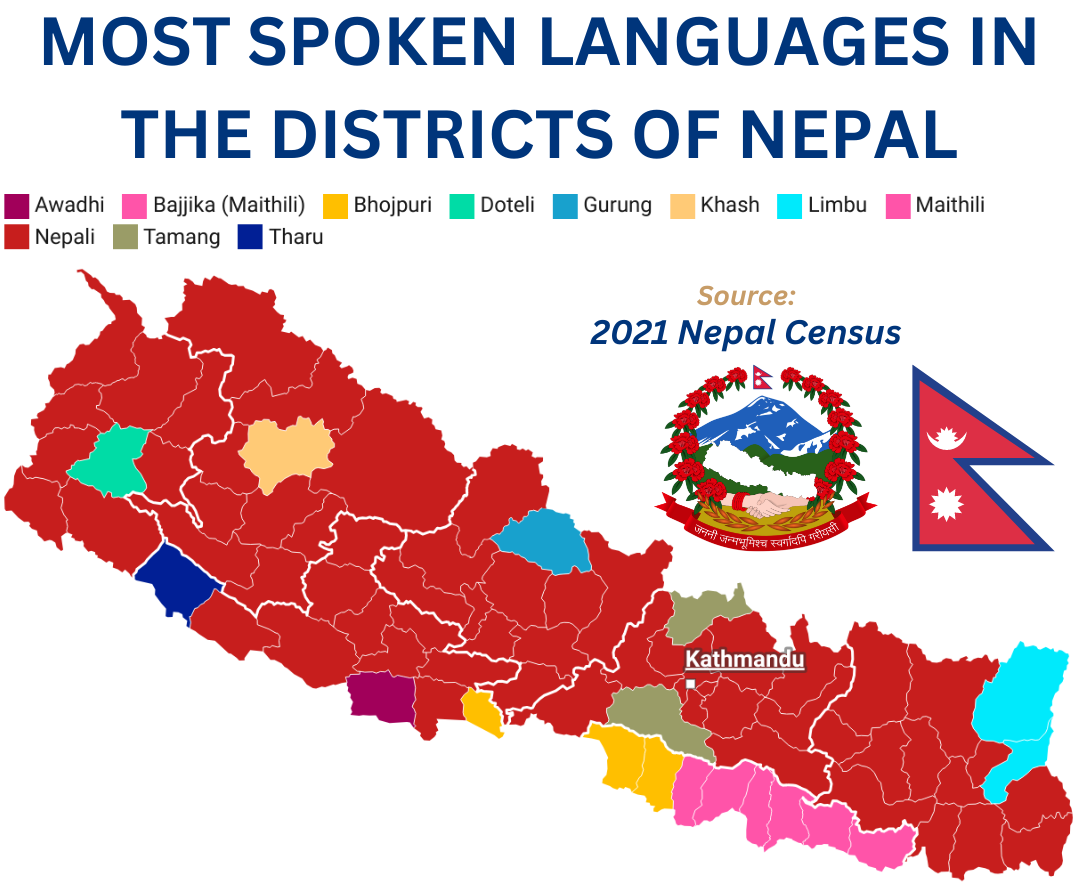
Linguistique, 2021
Ethnolinguistique
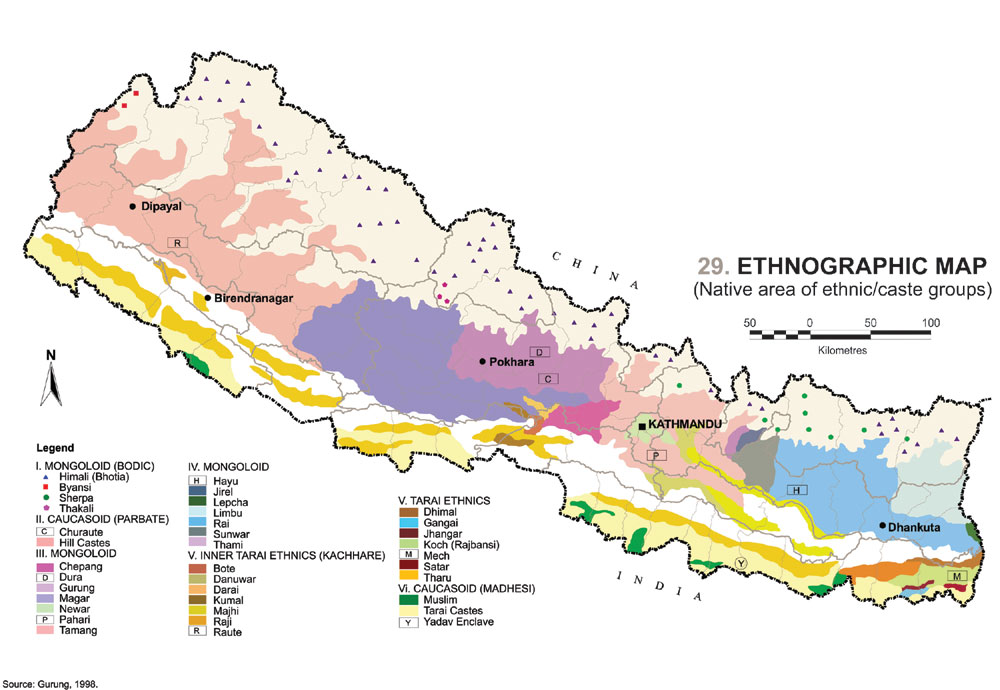
Ethnographique, 1998
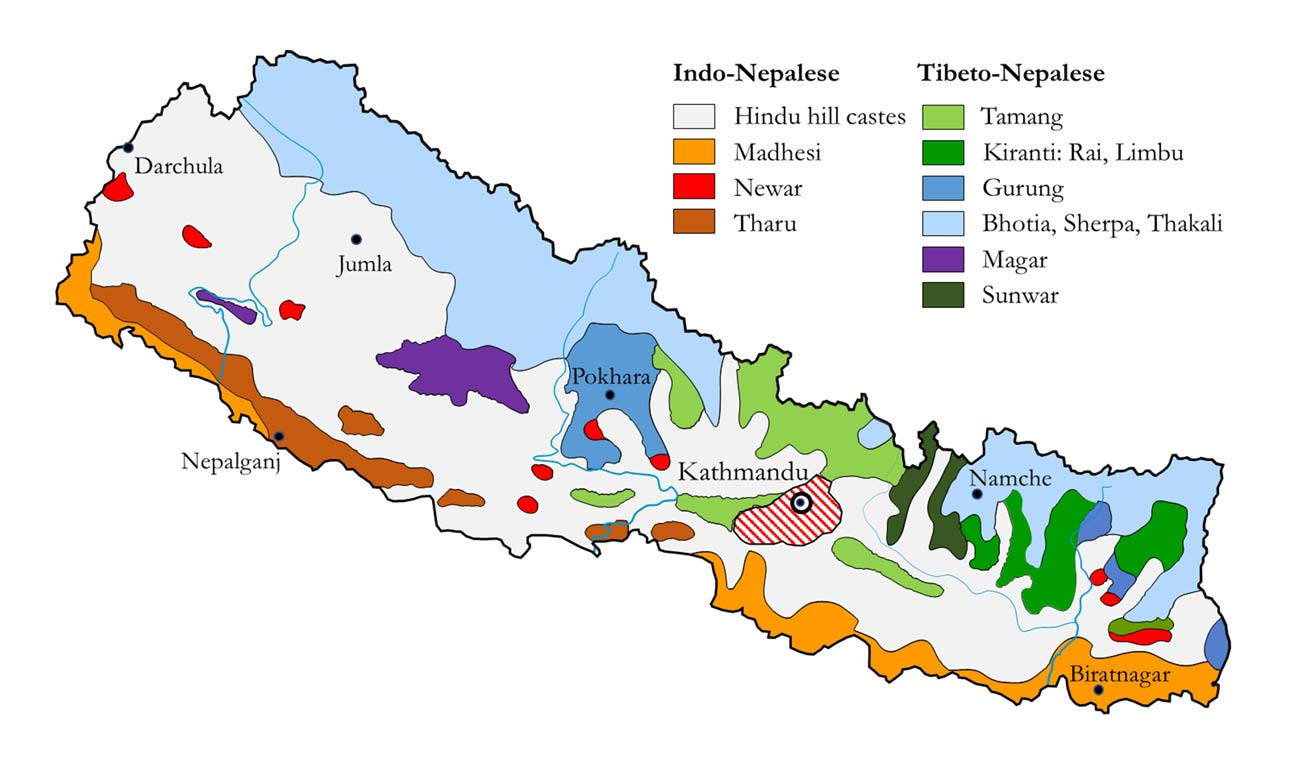
Ethnicité, 2019